# Шевцова, Наталья Николаевна
Ната́лья Никола́евна Шевцо́ва (род. 17 декабря 1974, Клинцы, Брянская область) — российская легкоатлетка, тренер, заслуженный мастер спорта России. Трёхкратная чемпионка СССР по лёгкой атлетике (1990—1991 гг.), чемпионка России в эстафетном беге 4×100 м, победительница всемирной универсиады (Италия, 1997 год.) в беге 4×400 метров, призёр чемпионата мира по лёгкой атлетике (Канада, Эдмонтон, 2001), двукратная чемпионка Европы среди полицейских в беге на 800 метров и эстафете 4×100 метров (2002).

## Образование
- Высшее, окончила Брянский государственный педагогический университет имени академика И. Г. Петровского
- Высшее, окончила Московский университет МВД России

## Тренерская работа
С 2004 года является тренером по лёгкой атлетике СДЮСШОР «Русь» города Брянска.
Самым известным подопечным Н. Н. Шевцовой является Александр Погорелов.
- Наталья Шевцова с тренером В. А. Сыромолотовым
- Н. Шевцова и А. Погорелов на приёме у губернатора Н. В. Денина